# Krämkopp

Krämkopp

Krämkopp eller crèmekopp är en sentida benämning på mindre koppar i keramik med löst lock och handtag, de kan ha raka eller bukiga sidor.
Krämkoppar har haft en rad olika funktioner; de kallades tidigast Pot à jus och tillverkades först troligen i Frankrike på 1730-talet. Dessa koppar var ursprungligen avsedda för varm buljong eller sky,och har även använts som chokladkoppar. Senare tiders kräm- eller glasskoppar saknade handtag. Vid Mariebergs porslinsfabrik gick de under benämningen gelékoppar. Under 1800-talet börjar benämningen krämkopp att dyka upp.

Krämkopp från 1700-talet.